# Granitwerke Mauthausen

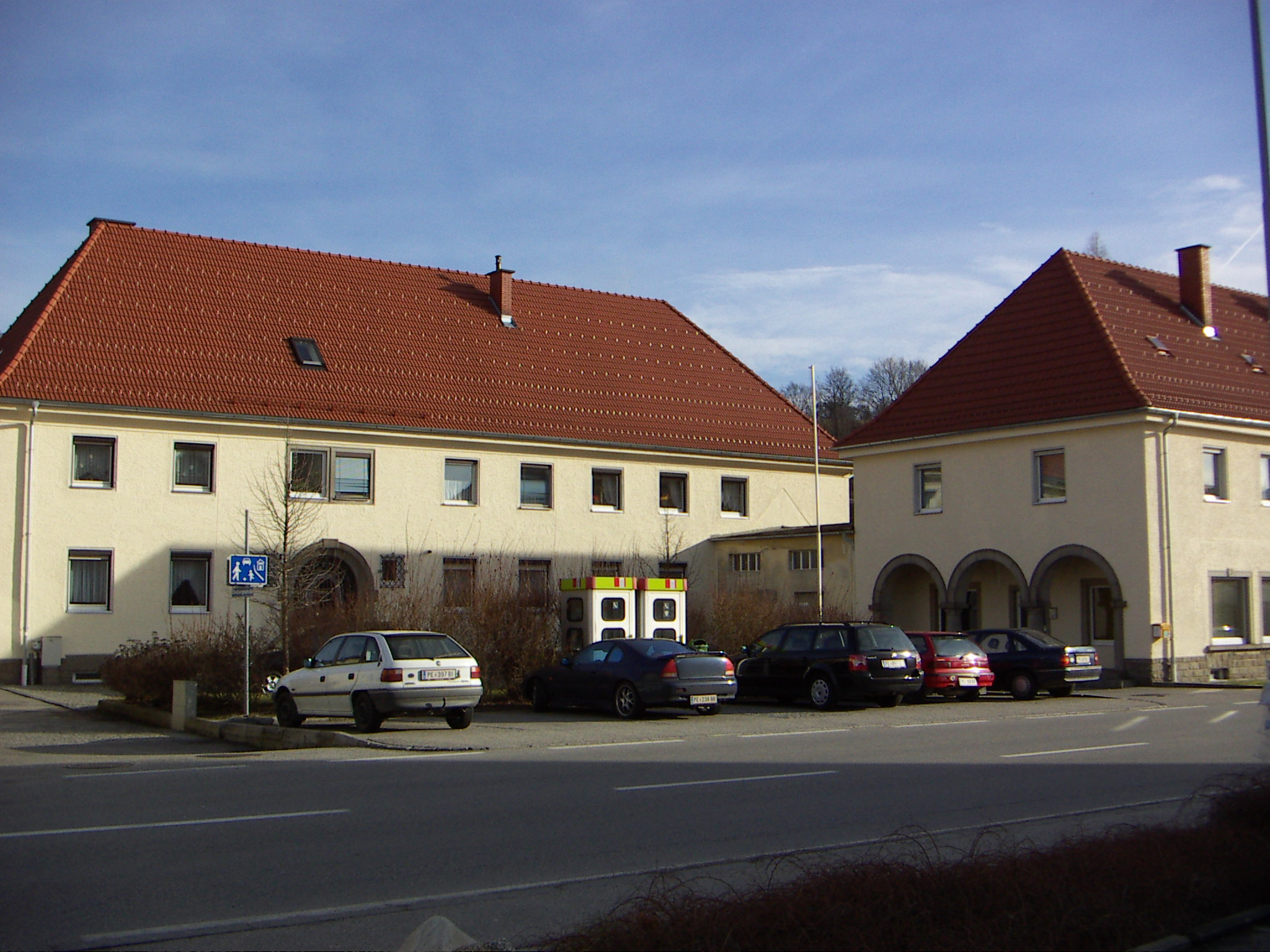
Edificio administrativo donde se alojaba el equipo de gestión de DEST en St. Georgen / Gusen

Granitwerke Mauthausen era una de las denominaciones que utilizaba la empresa DEST (Deutsche Erd- und Steinwerke) para su rama radicada en  St. Georgen an der Gusen y que se encargaba de la explotación de la mano de obra esclava recluida en los campos de concentración  Gusen I,  Gusen II,  Gusen III y   Mauthausen.
Las canteras del  Campo de Concentración de Mauthausen, al igual que todas las demás que gestionaba Granitwerke Mauthausen, eran tristemente célebres por las terribles condiciones de trabajo, que se cobraron miles de vidas.
La oficina de gestión de “Granitwerke Mauthausen” estuvo instalada de 1940 a 1945 en St. Georgen an der Gusen, donde también estaba la denominada “oficina comercial de St. Georgen”, el llamado Grupo W de la  Oficina Principal del Departamento Económico y Administrativo de las SS. La delegación de St. Georgen creció constantemente de 1938 a 1945 hasta convertirse en la mayor de DEST. Las operaciones de DEST St. Georgen abarcaban los siguientes campos:
- Explotación de Gusen Kastenhof (que incluía las tres canteras de Gusen (Gusen,  Kastenhof y Pierbauer) ubicadas en el  Campo de Concentración de Gusen)
- Explotación de la cantera Wienergraben (la cantera del Campo de Concentración de  Mauthausen)
- Explotación de Beneschau (las canteras de la zona de  Benschau, en Praga)
- Explotación de Grossraming (centros de explotación de la piedra en la llamada ‘Ostmark’ (como llamaban los nazis a Austria tras la anexión))
- Departamento de operaciones I (producción de armas para la infantería en cooperación con Steyr-Daimler-Puch AG en Gusen)
- División operativa II (producción en serie de fuselajes y alas para cazas  Messerschmitt Bf 109 en colaboración con Messerschmitt GmbH Regensburg en Gusen)
- División operativa III (producción en serie de fuselajes para cazas a reacción Messerschmitt Me 262 en colaboración con Messerschmitt GmbH Regensburg en el complejo de factorías subterráneas  B8 Bergkristall en St. Georgen an der Gusen)
- Departamento de construcción (producción de cemento en Gusen)

Estos eran los ejecutivos del grupo de gestión de St. Georgen:
- Otto Walther: Responsable de producción en St. Georgen.
- Alfred Grau: Director gerente en St. Georgen.
- Paul Wolfram: Responsable de la cantera Gusen-Kastenhof.
- Johannes Grimm: Responsable de la cantera Wienergraben.

El director Walther informaba directamente al departamento Amt W I/2 de  la  Oficina Principal del Departamento Económico y Administrativo, donde estaban Schneider, el SS-Standartenführer Walter Salpeter, Heinz Schwarz y el SS-Hauptsturmführer ‘Assessor’ Karl Mummenthey. A partir de 1942 Franz Ziereis, el comandante del Campo de Concentración de Mauthausen, tuvo el cargo (y el sueldo) de director de operaciones de la oficina de DEST de St. Georgen.
Los bienes de DEST en St. Georgen recibieron la consideración de ‘propiedades alemanas’ y fueron confiscados tras la guerra, pasando a manos de la  Unión Soviética. Parte de las instalaciones fueron explotadas bajo el nombre de “Granitwerke Gusen” hasta 1955, cuando en 1955 USIA dejó de operar en Austria. A partir de 1955 la República de Austria utilizó la denominación Deutschen Erd- und Steinwerke GmbH Berlin, St. Georgen a.d. Gusen“, empresa que gestionó los bienes del grupo DEST St. Georgen hasta la década de 1960.

## Publicaciones
- Rudolf A. Haunschmied, Jan-Ruth Mills, Siegi Witzany-Durda: St. Georgen-Gusen-Mauthausen - Concentration Camp Mauthausen Reconsidered. BoD, Norderstedt 2008, ISBN 978-3-8334-7440-8

- Datos: Q1543112